# Севендеклија
Севендеклија (мкд. Севендекли, тур. Sevindikli) је насеље у Северној Македонији, у југоисточном делу државе. Севендеклија је насеље у оквиру општине Дојран.

## Географија
Севендеклија је смештена у југоисточном делу Северне Македоније, близу државне границе са Грчком (6 km источно од села). Од најближег града, Ђевђелије, насеље је удаљено 45 km североисточно.
Насеље Севендеклија се налази у историјској области Бојмија. Насеље је положено у јужној подгорини планине Беласице, на приближно 390 метара надморске висине. 
Месна клима је измењена континентална са значајним утицајем Егејског мора (жарка лета).

## Становништво
Севендеклија је према последњем попису из 2002. године имала 3 становника. 
Већинско становништво у насељу су Турци (100%).
Претежна вероисповест месног становништва је ислам.